# Annette Dahl
Annette Dahl (født 30. juli 1946) er en tidligere kvindelig håndboldspiller fra Danmark. Hun nåede at spille 164 landskampe for i årene 1967 til 1981 Danmarks kvindehåndboldlandshold.